# Barão de Joane
Barão de Joane é um título nobiliárquico criado por D. Luís I de Portugal, por Decreto de 11 e Carta de 16 de Julho de 1870, em favor de António Luís Machado Guimarães.
Titulares
1. António Luís Machado Guimarães, 1.º Barão de Joane.